# Wilhelm Merton-Zentrum für Europäische Integration und Internationale Wirtschaftsordnung
Das Wilhelm Merton-Zentrum erforscht die Aspekte, Entstehungsphänomene und Praxis der Europäischen Integration und der Internationalen Wirtschaftsordnung. Es knüpft an frühere Erfahrungen und Traditionen der Johann Wolfgang Goethe-Universität Frankfurt am Main bei gleichzeitiger Anpassung an neue Entwicklungen der Forschungslandschaft.
Verwurzelt ist das Wilhelm-Merton-Zentrum im 1999 von Manfred Zuleeg, Richter am Europäischen Gerichtshof, gegründeten Initiativen Zentrum für Europa-Wissenschaften (ZEWi). Seit dem Wintersemester 2004/2005 und der Auflösung des ZEWI führt das Zentrum offiziell seinen derzeitigen Namen.
Sein Namensgeber, der Frankfurter Unternehmer und Mäzen Wilhelm Merton (1848–1916), war als Initiator und Geldgeber maßgeblich an der Gründung der Frankfurter Universität beteiligt. Das Zentrum sucht im Sinne des sozialpolitisch engagierten Merton als wissenschaftliche Einrichtung die aus den Herausforderungen der heutigen globalen Gesellschaft resultierenden Fragen zu entschlüsseln. Dabei werden neben den rechts- und wirtschaftswissenschaftlichen Aspekten auch gesellschaftswissenschaftliche, historische und philosophische Ansätze in die Forschung einbezogen.

## Zusammensetzung
Zurzeit setzt sich das Zentrum aus zwei rechtswissenschaftlichen und einer wirtschaftswissenschaftlichen Professur der Universität Frankfurt zusammen:
- Rainer Hofmann, Lehrstuhl für Öffentliches Recht mit Schwerpunkt Völkerrecht
- Stefan Kadelbach, Lehrstuhl für Öffentliches Recht, Europa- und Völkerrecht
- Rainer Klump, Lehrstuhl für wirtschaftliche Entwicklung und Integration

## Forschungsschwerpunkte
Die Forschungsaktivitäten konzentrieren sich auf die Bereiche wirtschaftliche Entwicklung und Integration, Europarecht, Außenbeziehungen der Europäischen Union, Welthandelsrecht, Investitionsschutzrecht und Entwicklungsvölkerrecht.

## Veranstaltungen
Das Zentrum organisiert
- Tagungen und Vorträge
- Frankfurt International Arbitration Centre Moot Court on International Investment Protection
- Lehrveranstaltungen (z. B. Hessen International Summer University (ISU), German-American Seminar), alljährlich
- Seminarreihe European Studies an der Tongji-Universität, Shanghai, alljährlich
- Vergabe der Raymond Barre-Stiftungsgastprofessur an der Johann Wolfgang Goethe-Universität, alljährlich
- Walter-Hallstein-Kolloquium mit Verleihung des Walter-Hallstein-Preis, alljährlich
- alljährliches Symposium zum Europatag

## Kooperationen/Partnerschaften
- EURAC Research
- Hessische Staatskanzlei (ISU und Europatag)
- Hessisches Ministerium für Wissenschaft und Kunst (ISU)
- Stadt Frankfurt am Main
- Dresdner Bank AG (Walter-Hallstein-Kolloquium- und Preisverleihung)
- Deutsche Bank AG (European Studies)
- Sanofi Aventis SA(Raymond Barre-Stiftungsgastprofessur)